# Aleksej Gordeev
Aleksej Leonidovič Gordeev (in russo Алексей Леонидович Гордеев?; 2 febbraio 1987) è un giocatore di calcio a 5 russo.

## Carriera
All'epoca della militanza nel Molodaja Gvardija, Gordeev fu convocato nella Russia Under-21 con cui vinse il campionato europeo 2008.